# Рождественское ссудо-сберегательное товарищество
Рождественское ссудо-сберегательное товарищество (иногда называемое Дороватским) — первый кредитный потребительский кооператив в России, открывшийся в селе Рождественском (ранее — Дороватое) Ветлужского уезда Костромской губернии.

## История товарищества
Товарищество организовали помещики братья Лугинины — Святослав и Владимир. Идея возникла у младшего брата, Святослава, когда он учился в Германии и где познакомился с деятельностью товариществ Шульце-Делича. Вернувшись в имение отца, Фёдора Николаевича Лугинина, Святослав начинает разработку устава товарищества. После этого он приступает к агитации крестьян и деревенской интеллигенции. Дело затруднялось тем, что на тот момент в Российской империи не существовало никаких законов, регулирующих кооперативную деятельность; плодородие почв в районе было низкое, а ремёсла не развиты. То есть экономика уезда была слабой.
Новизна дела состояла не в том, чтобы выдавать небольшие кредиты. Мелко-кредитные организации существовали в России с 1803 года. Государство понимало необходимость новых собственников в деньгах, поскольку уже имело опыт освобождения от крепостной зависимости остзейских крестьян и других категорий граждан. Освобождённые крестьяне, как вновь возникшие землевладельцы, нуждались в оборотном капитале на закупку семян, аренду земли и уплату налогов. Эту проблему государство пыталось решить «сверху», создавая сберегательные кассы, удельные банки и другие кредитные учреждения. Однако их финансовая эффективность была невысока, условия предоставления кредита чрезмерно сложными, а организация новых учреждений бессистемной.
Кредитная кооперация, как низовое движение, должна была дать делу новый импульс. В этом случае не казённые служащие раздавали государственные деньги, а члены товарищества выдавали заёмные средства людям, которым доверяли, и на условиях, которые считали взаимно приемлемыми.
К весне 1864 года устав товарищества подписали более 20 человек, и Святослав начал «пробивать» его регистрацию в законодательных органах России. В конце концов документ целиком вошёл в Полное собрание законов Российской империи. Соизволение императора было получено 22 октября 1865 года, однако Святослав не дожил до этого дня, скончавшись от чахотки ещё в мае в возрасте 29-и лет.
Владимир Фёдорович подхватил дело младшего брата. Он стал активно пропагандировать дела товарищества в газетах и отдельных брошюрах. Фёдор Николаевич (отец братьев Лугининых) выдал крестьянским «банкирам» беспроцентную ссуду в 1000 рублей на 10 лет. Через 3 года Рождественское товарищество насчитывало 250 членов.
Дальнейшую помощь Рождественскому товариществу оказал ветлужский предводитель дворянства, общественный деятель и плодовитый публицист Нил Петрович Колюпанов. В 1868 году он обобщил опыт этого кредитного потребительского кооператива в передовице газеты «Москва». После этой публикации Рождественское товарищество стало известно на всю Россию, а в ветлужскую управу стали поступать запросы с просьбой выслать устав организации. Учитывая всеобщий интерес, В. Лугинин и Н. Колюпанов в 1869 году выпустили в соавторстве книгу «Практическое руководство к учреждению сельских и ремесленных банков по образцу немецких ссудных товариществ», 1869.

## Особенности организации
Целью деятельности Рождественского товарищества было, во-первых, привлечение денег членов товарищества с выплатой им дохода (процентов) с вклада, а во-вторых, кредитование членов товарищества под небольшой процент. Формирование товарищества происходило по территориальному признаку (только Рождественская волость), но его членом мог стать представитель любого сословия. Органы управления товарищества:
- Высший — общее собрание пайщиков;
- Исполнительный — распорядитель;
- Контрольно-ревизионный — проверочный совет[11].

Паевой фонд рождественского кредитного кооператива состоял из двух частей: основной и запасной капитал. Первый формировался из паевых взносов членов товарищества, займов товарищества и вкладов населения, и использовался для выдачи ссуд. Запасной капитал предназначался для покрытия возможных убытков кооператива и формировался из:
- Прибыли товарищества за первый год работы;
- Прибыли нового участника общества за первый год членства;
- Единовременных взносов членов товарищества при вступлении (не более 1 рубля);
- Единовременных платежей заёмщиков за предоставление отсрочки (штраф за просрочку)[13].

Размер пая составлял 50 рублей. Каждый член товарищества мог иметь только один пай, который мог вносить в рассрочку. Займы были нецелевыми, выдавались только членам товарищества и на короткий срок — до полугода. Максимальный размер денежной ссуды не мог превышать 80 рублей при условии предоставления обеспечения. Необеспеченные займы не могли превышать 1,5-кратного размера уже выплаченного пая.

### Комментарии
1. ↑  Под интеллигенцией следует понимать бывших холопов, священника и отставного унтер-офицера
2. ↑  Кредиты выдавались на мелиоративные цели для немецких переселенцев Новороссии[5].
3. 1 2  Информация некоторых источников о том, что Рождественское товарищество прекратило своё существование через два года из-за получения убытков по итогам очередного финансового года, не соответствует действительности.
4. ↑  На самом деле займов. Несмотря на то, что объединение называлось «ссудно-сберегательным», на самом деле деньги ссужались за проценты. В русском языке значение терминов «ссуда» и «заём» не имеет строгого разделения. Глава 36 Гражданского кодекса РФ подразумевает, что ссуда является безвозмездной. Одновременно с этим в банковском деле широко используется термин «ссуда» для обозначения выдачи денег под процент[12].